# Jenővári István
Jenővári István (Visznek, 1926. szeptember 6. – Budapest, 1995. június 2.) testnevelő tanár, kézilabdaedző.
1926-ban született egy kis jászsági faluban, Viszneken. Szüleivel 1941-ben Budapestre költöztek, az általános iskolát már a Városmajor utcai Polgári Fiúiskolában fejezte be. Több sportággal próbálkozott, atletizált, és kézilabdázott a Bp. Levente Egyletben és a Ganz-Villanyban. A Testnevelési Főiskolát 1949-ben fejezte be, és 32 éven keresztül egyetlen iskolában, a budapesti Pannónia utcai (később Sallai Imre Általános Iskola és Gimnázium) tanított testnevelést.
1971-ben Budapest Főváros Tanácsa Földes Ferenc-díjat adományozott neki az ifjúság neveléséért végzett munkájáért.
A Budapesti Kézilabda Szövetség tiszteletbeli tagja volt.

## Az újító
Jenővári István nemcsak kiváló pedagógus és felkészült kézilabda-szakember, hanem újító is volt. A Pannónia általános iskolában nevelte a gyerekeket, mint testnevelő tanár. Délutánonként eleinte a Vasas SC, később a Budapesti Elektromos salakos, majd bitumenes pályáin volt elérhető. Az ötvenes évek végétől, egészen haláláig, a kilencvenes évek elejéig számtalan gyerekkel ismertette meg a sportágat. Sok neveltje volt, akik a felnőtt válogatottságig vitték. Felnőtt csapatokat is irányított két szeretett klubjában. 
Az ő nevéhez fűződik Fekete–Kovács Kézilabdázás című könyvének egyik fejezete, „Az általános iskola kézilabda oktatásának módszertana”. Ő írta le és dolgozta ki először a kis területen megvalósítható 3:3, illetve a 2:2 elleni játékok jelentőségét. Ő volt az, aki köredzés formájában (a kisméretű terem miatt), 3-4-5 állomáshely beiktatásával, hogyan kell viszonylag sok gyereket megmozgatni, egymástól eltérő feladatokkal. Ő volt az, akitől elterjedt a DOBD és FUSS kijelentés, amit a folyamatos labda nélküli mozgás kicsikarásáért talált ki.

## A Jenővári István-díj
A Magyar Kézilabda Szövetség 2018-ban alapította meg a Jenővári István-díjat. Kimagasló, példaértékű munkát végző nevelőedzők részesülnek ebben megtiszteltetésben. Ők azok, akik munkájukkal megteremtik, hogy tanítványaik eljuthassanak a felnőtt válogatott szintre.

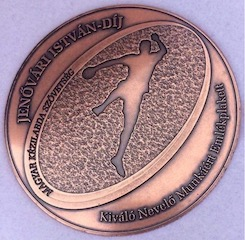
A díj plakettje